# Монумент «Птах Турул»

Монумент «Птах Турул». Був встановлений у замку «Паланок»

Монумент «Птах Турул». Знаходився у замку «Паланок» з 12 березня 2008 року по 18 жовтня 2022 року.
Вага монументу — 850 кг, заввишки — 2 м, розмах крил — 4 м.
Автор проєкту — заслужений архітектор України Олександр Іванович Андялоші.
Міфічний птах Турул, який тримав у дзьобі меч, є символом знайдення батьківщини угорським народом. За угорськими легендами, саме Турул показав дорогу через Руські ворота давнім уграм, а під час повстання куруців під керівництвом Ференца Ракоці 1703 року нібито саме Турул приніс шаблю князю.
Ініціатором встановлення пам'ятника є виходець із Мукачевого, американський бізнесмен Імре Пак, який зробив це на честь свого батька Шандора Пака.